# چندمهری

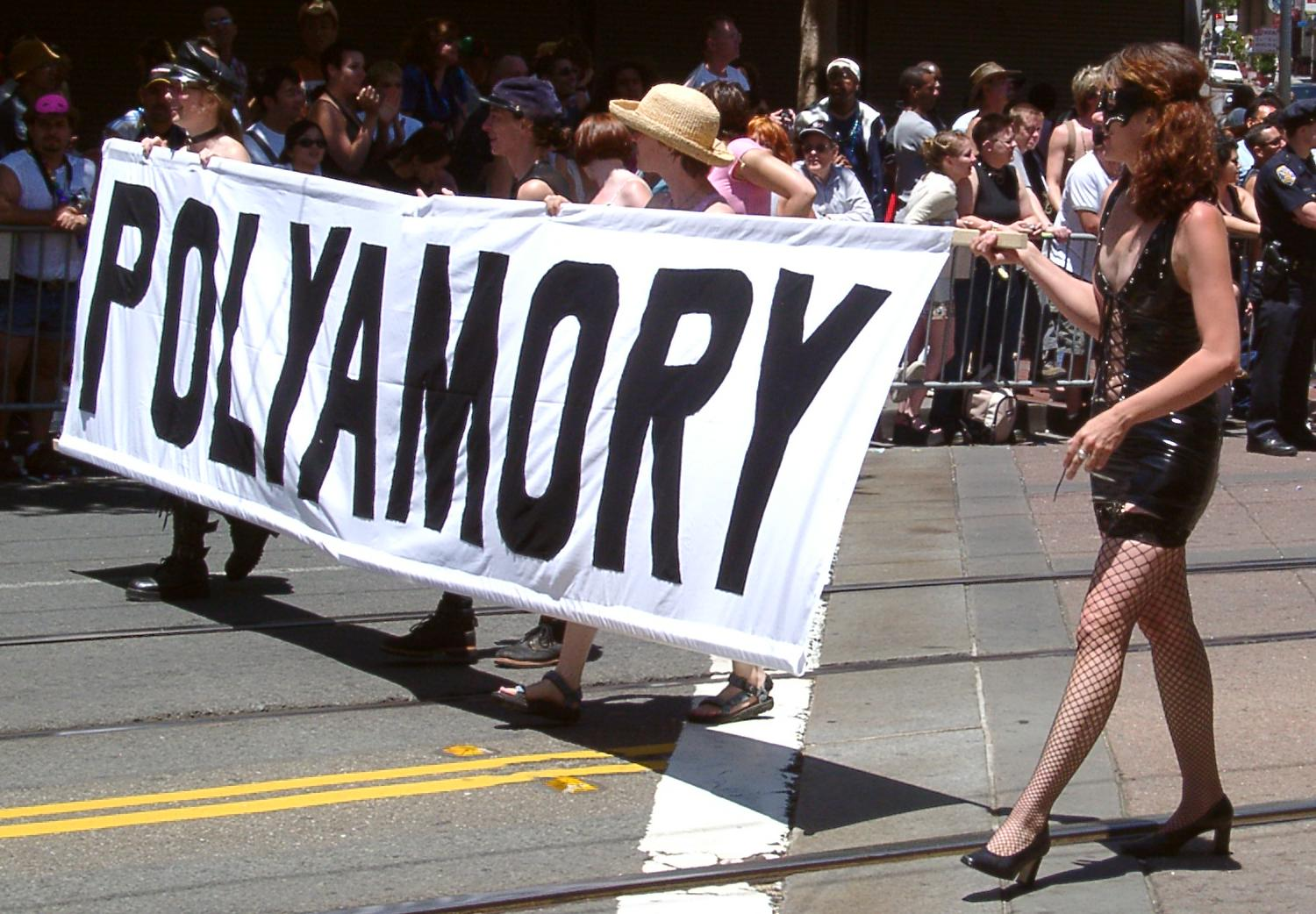

چندمهری، عشق چندنفره یا چنددلبری (به انگلیسی: polyamory)، به معنای داشتن بیش از یک یار است و از فلسفه و عمل دوست داشتن همزمان چند نفر به شکل غیرمالکانه، صادقانه، مسئولیت‌پذیرانه و اخلاقی حکایت می‌کند.
عشق چندنفره بر انتخاب آگاهانه چند یار و برحذر بودن از قبول روش‌های مرسوم جامعه، که داشتن یک یار را اجبار می‌کند، تأکید دارد.∗